# Linea M20 (metropolitana di Istanbul)
La linea M20 della metropolitana di Istanbul, ufficialmente denominata linea metropolitana M20 İncirli - TÜYAP (in turco M20 İncirli - TÜYAP metro hattı), è una linea metropolitana in progetto sul lato europeo di Istanbul, in Turchia, con capolinea İncirli e TÜYAP.
Sono stati avviati i lavori di preparazione dell'appalto per la prima fase della linea tra Çobançeşme e TÜYAP.

## Storia
La linea era stata originariamente progettata come prolungamento della linea M2. Tuttavia, a seguito di problemi di comunicazione con il Ministero dei Trasporti e delle Infrastrutture e dal momento che un percorso così lungo e con cosi' tante stazioni non poteva essere gestito correttamente come prolungamento, nel progetto di massima è stato definito un codice di linea apposito. Non è pero' ancora chiaro se la linea sarà gestita come estensione della linea M2 o come linea autonoma (M20).
Sebbene all'inizio la prima fase della linea fosse prevista tra Sefaköy e TÜYAP, si è deciso di partire con la revisione della gara d'appalto da Çobançeşme per garantire l'integrazione con la linea M9.

### Tratta İncirli - Çobançeşme
Nel 2015, la municipalità metropolitana di Istanbul (IMM) ha affidato al Ministero dei Trasporti e delle Infrastrutture la costruzione del tracciato tra Yenikapı e Çobançeşme, che collegherà la linea M20 con la linea M2. Poiché fino al 2020 non era stato eseguito alcun lavoro, nello stesso anno la municipalità metropolitana di Istanbul ha presentato domanda al Ministero dei trasporti e delle infrastrutture per la costruzione della parte di questo percorso tra İncirli e Çobançeşme. Dopo le ultime modifiche non è chiaro se questo tracciato sarà realizzato come prolungamento della linea M2 o come prolungamento della linea M20.

### Tratta Tüyap - Sefaköy
Questa tratta, nota anche come metropolitana di Beylikdüzü, non è stata avviata, sebbene sia importante per questi quartieri, la cui popolazione totale, che è pari a 3,5 milioni di abitanti, ha come unico mezzo di trasporto a disposizione la linea Metrobus. I piani e i progetti preparati da IMM non sono stati approvati dalla AYGM (Direzione Generale Investimenti Infrastrutture) per molto tempo e sono stati oggetto di discussioni. Al termine di lunghe discussioni, il progetto ÇED è iniziato il 5 agosto 2022. Secondo la dichiarazione rilasciata da Ekrem İmamoğlu lo stesso giorno, l'AYGM ha dato la sua approvazione e ora si sta lavorando per l'approvazione del Tesoro.